# Woodhaven (Michigan)
Woodhaven ist eine Stadt im Wayne County von Michigan in den Vereinigten Staaten. Woodhaven ist ein Vorort von Detroit und Teil der Metro Detroit mit einer Gesamtfläche von 16,7 km². Das U.S. Census Bureau hat bei der Volkszählung 2020 eine Einwohnerzahl von 12.941 ermittelt.

## Demografie
Nach einer Schätzung von 2019 leben in Woodhaven 12.469 Menschen. Die Bevölkerung teilt sich auf in 88,1 % Weiße, 5,9 % Afroamerikaner, 0,3 % amerikanische Ureinwohner, 3,1 % Asiaten und 1,4 % mit zwei oder mehr Ethnizitäten. Hispanics und Latinos aller Ethnien machten 6,9 % der Bevölkerung aus. Das mittlere Haushaltseinkommen lag bei 64.501 US-Dollar und die Armutsquote bei 5,4 %.

## Wirtschaft
Ein Stanzwerk der Ford Motor Company eröffnete seinen Standort in Woodhaven im Jahr 1964.